# Caixa de seleção

Caixas de seleção.

Em computação, uma caixa de seleção ou caixa de verificação (do inglês checkbox) é um elemento de interface gráfica (isto é um componente widget) com dois ou três estados (do inglês tri-state): marcada (verificada), desmarcada (não verificãda) e indefinida (este estado usando apenas com tri-state), quando o usuário pressiona o botão de mouse (rato) ou a tecla como Espaço.  Geralmente, caixas de seleção usandos num grupo para as escolhas que não são mutuamente exclusivas (por exemplo, estilos da fonte como itálico, negrito e sublinhado em processador de texto). Este widget também pode ser desativado (inacessível) para prevenir que o usuário selecione a opção particular.
Dependendo do widget toolkit ou aplicação que está sendo utilizado, existem muitos estilos de apresentação gráfica de caixas de seleção.